# Jozef Gabčík

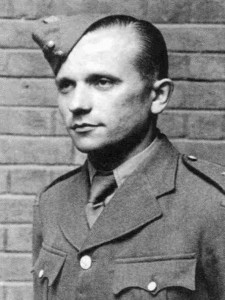
Jozef Gabčík

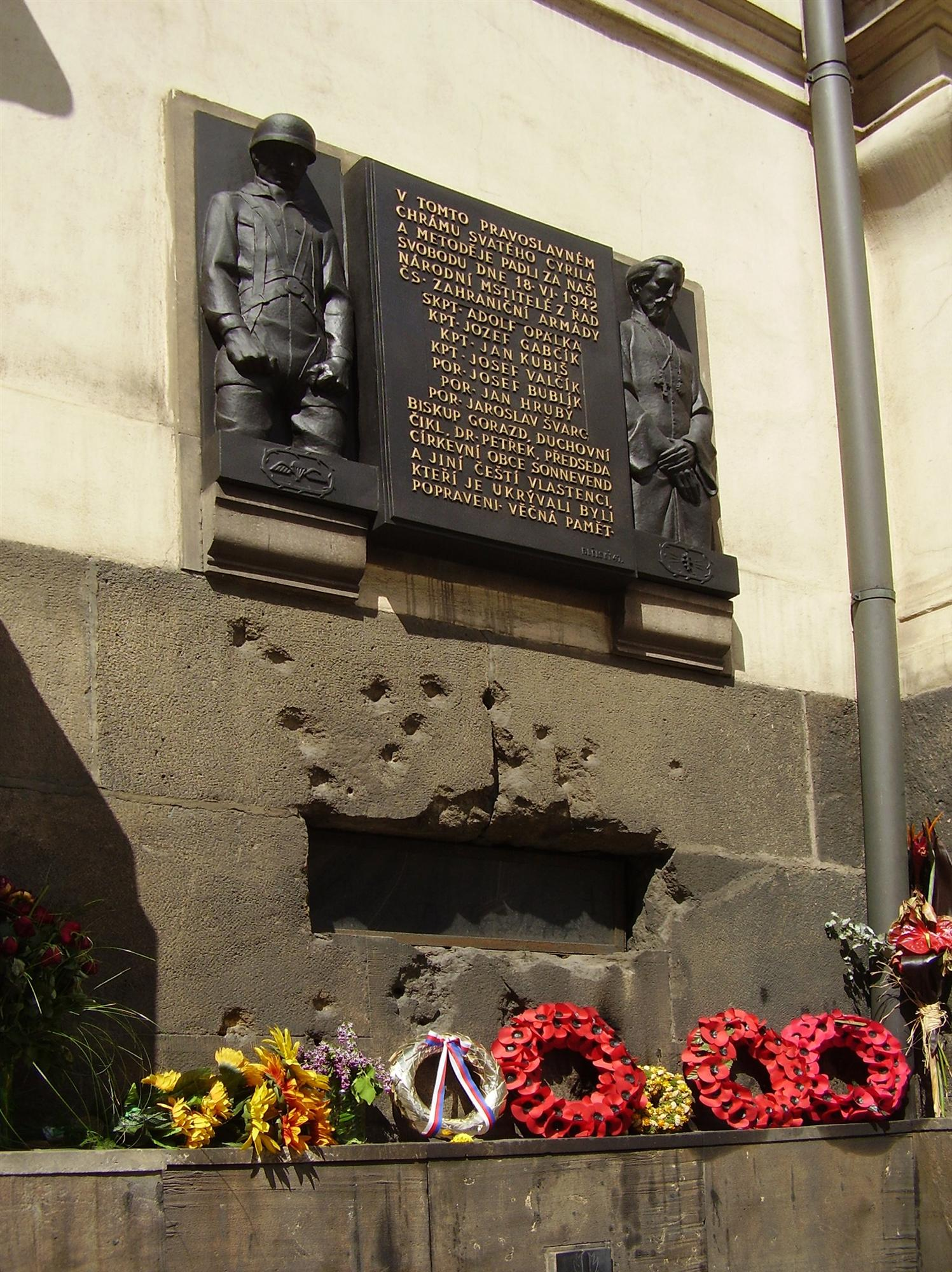
Gedenkplatte an der Kirche St. Cyrill und Method in Prag zur Erinnerung an den letzten Kampf der Attentäter Heydrichs

Jozef Gabčík (* 8. April 1912 in Poluvsie; † 18. Juni 1942 in Prag) war ein tschechoslowakischer Widerstandskämpfer während des Zweiten Weltkriegs, der am 27. Mai 1942 zusammen mit Jan Kubiš das Attentat auf Reinhard Heydrich ausführte. Die Tötung des für zahlreiche NS-Verbrechen verantwortlichen Stellvertretenden Reichsprotektors in Böhmen und Mähren sowie das Attentat auf den SS-Hauptsturmführer August Gölzer vom 7. Februar 1945 waren die zwei einzigen erfolgreichen Anschläge auf führende NS-Funktionäre in der deutsch besetzten Tschechoslowakei.

## Leben

### Herkunft und frühe Jahre
Jozef Gabčík, noch zur Zeit der österreich-ungarischen Monarchie geboren, wuchs im slowakischen Landesteil der 1918 gegründeten Tschechoslowakei auf. In den 1920er Jahren machte er im böhmischen Kostelec nad Vltavou zunächst eine Lehre als Schmied und ließ sich später auch zum Uhrmacher ausbilden. 1927 besuchte er die Handelsschule im nahegelegenen Kovářov. Später war er Arbeiter in einem Chemiewerk in Žilina im Norden der Slowakei.

### Zweiter Weltkrieg
Nach der Zerschlagung der Tschechoslowakei durch das nationalsozialistische Deutschland im März 1939 gab er seine Stelle auf und ging zunächst nach Polen, um sich dort den Tschechoslowaken im Exil anzuschließen. 1940 kämpfte er als Angehöriger der Fremdenlegion in Frankreich gegen die deutschen Invasoren und trat nach der Evakuierung aus Dünkirchen den freien tschechoslowakischen Streitkräften bei, die Exilpräsident Edvard Beneš in Großbritannien organisierte. In Cholmondeley Castle, einem Trainingscamp der britischen Armee in Cheshire, wurde er zum Fallschirmspringer ausgebildet. Zusammen mit Jan Kubiš, den er bereits in Polen kennengelernt hatte, bewarb sich Gabčík beim britischen Special Operations Executive (SOE) darum, geheime Kommandoaufträge in dem von Deutschland besetzten Teil der Tschechoslowakei, dem so genannten Protektorat Böhmen und Mähren auszuführen.

### Operation Anthropoid
Aufgrund ihrer Leistungen und weil sie wegen ihrer Herkunft – Kubiš war Tscheche, Gabčík Slowake – beide Teile ihres Heimatlandes repräsentierten, wurden sie 1941 für die Operation Anthropoid ausgewählt. Deren Ziel war es, den Stellvertretenden Reichsprotektor Reinhard Heydrich zu töten, der zugleich SS-Obergruppenführer und Leiter des Reichssicherheitshauptamts (RSHA) und als solcher maßgeblich an der Planung des Holocausts beteiligt war.
Am 28. Dezember 1941 wurden Kubiš und Gabčík per Fallschirm in der Nähe von Prag abgesetzt. In den folgenden Monaten nahmen sie zunächst an einer Sabotageaktion in Pilsen teil und kundschafteten dann den Weg aus, den Heydrich täglich von seiner Residenz außerhalb Prags zu seinem Amtssitz auf den Hradschin nahm. 
Am 27. Mai 1942 gelang das Attentat: Gabčík stoppte Heydrichs Dienstwagen mit vorgehaltener Maschinenpistole, die jedoch wegen einer Ladehemmung versagte. Kubiš warf daraufhin eine Bombe auf Heydrich, die ihn so schwer verletzte, dass er eine Woche später, am 4. Juni, im Krankenhaus starb.
Die beiden Attentäter konnten zunächst fliehen und fanden bei Angehörigen des Widerstands Unterschlupf. Karel Čurda, ein Mitglied der aus England eingeflogenen Kommandoeinheit Out Distance, verriet die beiden und ihre Helfer jedoch, so dass es der Gestapo am Morgen des 18. Juni 1942 gelang, ihr Versteck, die Krypta der Cyrill-und-Method-Kirche in Prag, ausfindig zu machen. Es kam zu einem heftigen Feuergefecht, bei dessen Beginn Kubiš verwundet wurde. Er verstarb auf dem Weg ins Krankenhaus. Die übrigen Widerstandskämpfer lieferten der SS und der Polizei noch eine mehrere Stunden dauernde Schießerei. Als die Krypta unter Wasser gesetzt wurde und den Widerständlern die Munition auszugehen drohte, töteten die letzten vier von ihnen, darunter Gabčík, sich selbst.

## Ehrungen
Kubiš und Gabčík, denen das einzige erfolgreiche Attentat auf einen hochrangigen Funktionsträger des Nazi-Regimes gelungen war, wurden nach dem Krieg in der Tschechoslowakei als Nationalhelden verehrt. Nach Jozef Gabčík wurde die Gemeinde Gabčíkovo im Süden der Slowakei und infolgedessen auch das Donau-Wasserkraftwerk Gabčíkovo benannt. Sowohl in den Hauptstädten der Slowakei und Tschechiens, Bratislava und Prag, als auch in Žilina, dem ehemaligen Wohnort des Widerstandskämpfers, tragen Straßen seinen Namen. 
An seinem Elternhaus in Poluvsie wurde 2014 eine Gedenktafel angebracht. 2017, zum 75. Jahrestag des Attentates, wurde Jozef Gabčík in der Slowakei posthum der Rang eines Generalmajors verliehen.

## Verfilmungen
Die Ereignisse des Heydrich-Attentats wurden mehrfach verfilmt, unter anderem:
- 1975: Das Sonderkommando (Operation Daybreak), Anthony Andrews als Jozef Gabčík
- 2016: Operation Anthropoid, Cillian Murphy als Jozef Gabčík
- 2017: Die Macht des Bösen (HHhH), Jack Reynor als Jozef Gabčík